# Humphry Davy
Humphry Davy (født 17. december 1778, død 29. maj 1829) var en britisk kemiker, der studerede virkningerne af elektrisk strøm i kemiske forbindelser. Opdagelsen af den elektriske strøms spaltning af vand til ilt og brint vakte hans interesse, og i 1807 lod han strøm gå igennem flydende kali, hvorved han udvandt et metal, han kaldte kalium. Af natron udvandt han et andet metal, som han kaldte natrium. I 1815 konstruerede han en sikkerhedslampe til minegange. Den bestod af en åben flamme omgivet af et fintmasket kobbernet, som bortledte varmen, så blandingen af grubegas og luft ikke blev opvarmet tilstrækkeligt til at kunne antændes.